# Robert von Bahr (ingenjör)
Robert von Bahr, född 17 april 1902 i Gamla Uppsala socken, Uppsala län, död 21 februari 1982 i Malmö, var en svensk väg- och vattenbyggnadsingenjör.
Robert von Bahr utexaminerades från Kungliga Tekniska högskolan i Stockholm 1927, var konstruktör hos professor Carl Forssell samt ingenjör och arbetschef hos L.E. Hellstedt AB Stockholm till 1932, förste byråingenjör vid Väg- och vattenbyggnadsstyrelsen 1932–34, arbetschef vid AB Skånska Cementgjuteriet 1934, överingenjör 1942 och direktör där 1963.
Han är farfar till maskören Eva von Bahr.